# Sigourney Weaver
Sigourney Weaver, nata Susan Alexandra Weaver (New York, 8 ottobre 1949), è un'attrice statunitense.
Dopo un piccolo ruolo in Io e Annie, è salita alla ribalta nel 1979 con il ruolo di Ellen Ripley nel film cult di Ridley Scott Alien. Ha ripreso il ruolo in tre sequel: Aliens - Scontro finale (1986), per il quale ha ricevuto una candidatura al Premio Oscar per la miglior attrice, Alien³ (1992), e Alien - La clonazione (1997), divenendo la prima attrice nella storia degli Oscar a ricevere una nomination per un film di fantascienza. È inoltre nota con il ruolo di Dana Barrett in Ghostbusters - Acchiappafantasmi (1984), Ghostbusters II (1989) e Ghostbusters: Legacy (2021), e della Dr. Grace Augustine in Avatar (2009) e Avatar - La via dell'acqua (2022).
Nel corso della sua carriera ha ricevuto sette candidature al Golden Globe, vincendolo nel 1989 nella sezione migliore attrice in un film drammatico e migliore attrice non protagonista per Gorilla nella nebbia e Una donna in carriera, divenendo la prima attrice in assoluto ad aggiudicarsi due Golden Globe nello stesso anno. Ha ricevuto altre due candidature al Premio Oscar per entrambi i film citati. Nel 1998 si è aggiudicata il BAFTA alla migliore attrice non protagonista per la sua interpretazione nel film Tempesta di ghiaccio di Ang Lee e nel 2011 il Grammy Award al miglior album parlato per Earth.
Nel 2024 le è stato assegnato il Leone d'oro alla carriera.

## Biografia
Susan Alexandra Weaver è la figlia di un dirigente della NBC, Sylvester "Pat" Weaver, e dell'attrice britannica Elizabeth Inglis e nipote dello scrittore ed attore Doodles Weaver. Iniziò ad usare il nome Sigourney nel 1963, sulla scia del personaggio del romanzo Il Grande Gatsby di Francis Scott Fitzgerald. Negli anni settanta la Weaver studia teatro alla Yale University, dove appare nella prima rappresentazione di un'opera originale scritta dal suo amico e compagno di studi Christopher Durang.

### Gli inizi eAlien
La sua prima apparizione al cinema è in Io e Annie (1977) di Woody Allen (dove appare per pochi secondi), ma è la straordinaria recitazione nel film Alien di Ridley Scott (dove interpreta il tenente Ellen Ripley), che le assicura la partecipazione ai seguiti Aliens - Scontro finale (1986), per il quale riceve la candidatura all'Oscar come miglior attrice protagonista, Alien³ (1992) e Alien - La clonazione (1997). In altri ruoli ha interpretato personaggi con caratteristiche simili a quelle di Ripley. Sigourney Weaver è stata la prima attrice a recitare come protagonista in un film di fantascienza e una delle poche ad esser candidata al Premio Oscar per un film horror e/o fantascientifico (che, però, non riuscì a vincere). La sua interpretazione in Aliens - Scontro finale è al numero 58 nella classifica fatta dalla rivista Première delle 100 più grandi interpretazioni di tutti i tempi (Première Magazine's 100 Greatest Performances of all Times).

### Anni ottanta

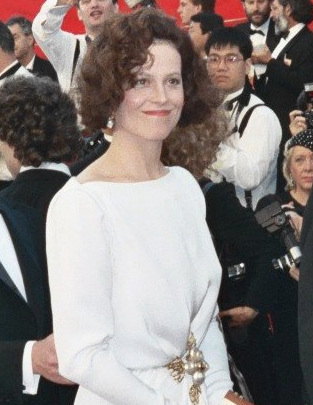
Sigourney Weaver ai Premi Oscar 1989

Dopo la consacrazione con Alien, nel 1982 è diretta da Peter Weir in Un anno vissuto pericolosamente. Due anni dopo recita in Ghostbusters - Acchiappafantasmi (1984) di Ivan Reitman, mentre nel 1985 è protagonista insieme a Gérard Depardieu del brillante film d'avventura Alta, bella e pericolosa, nel quale la Weaver recita in lingua francese. Dopo diverse apparizioni al Saturday Night Live, nel 1989 riceve la candidatura all'Oscar sia come protagonista sia come non protagonista, rispettivamente per Gorilla nella nebbia e per Una donna in carriera, per il quale ottiene anche la candidatura ai BAFTA. Nello stesso anno recita di nuovo sotto la regia di Reitman in Ghostbusters II.
Oltre alla candidatura per Aliens - Scontro finale agli Oscar 1987, Sigourney Weaver ha ottenuto altre due candidature agli Academy Awards, entrambe nel 1989, diventando una delle artiste ad aver ottenuto due candidature al premio nello stesso anno, una come miglior attrice protagonista per Gorilla nella nebbia e una come migliore attrice non protagonista per Una donna in carriera.

### Anni novanta
Nel 1992 torna ad esser diretta da Ridley Scott in 1492 - La conquista del paradiso nel ruolo della regina Isabella di Castiglia; in questo film ritrova sul set Gérard Depardieu, che interpreta il ruolo di Cristoforo Colombo. Nel 1994 Roman Polanski la sceglie per interpretare La morte e la fanciulla con Ben Kingsley.
Nel 1993 Jane Campion la sceglie per interpretare Lezioni di piano ma il suo agente rifiuta la parte senza consultarla e quando Holly Hunter vince l'Oscar per il ruolo, la Weaver licenzia l'agente. Dopo una serie di film di poco successo, si risolleva diretta da Ang Lee in Tempesta di ghiaccio che le fa ottenere il BAFTA alla migliore attrice non protagonista e nel 1999 recita in La mappa del mondo e Galaxy Quest: per il primo film (in cui interpreta un'infermiera pediatrica ingiustamente accusata di abusi su un minore) riceve nel 2000 una candidatura ai Golden Globe, mentre per il secondo una candidatura ai Saturn Award.

### Anni duemila
Nel 2001 è protagonista insieme a Gene Hackman, Ray Liotta e Jennifer Love Hewitt della commedia Heartbreakers - Vizio di famiglia. Nel 2004 invece è interprete di Imaginary Heroes e di The Village. Bryan Singer la vuole originariamente per interpretare Emma Frost in X-Men - Conflitto finale ma Singer e Dan Harris (che la dirige in Imaginary Heroes) lasciano il progetto di includere Frost tra i personaggi del film. Ha successivamente interpretato nel 2006 il ruolo di una donna autistica nel dramma Snow Cake e di Babe Paley in Infamous - Una pessima reputazione.

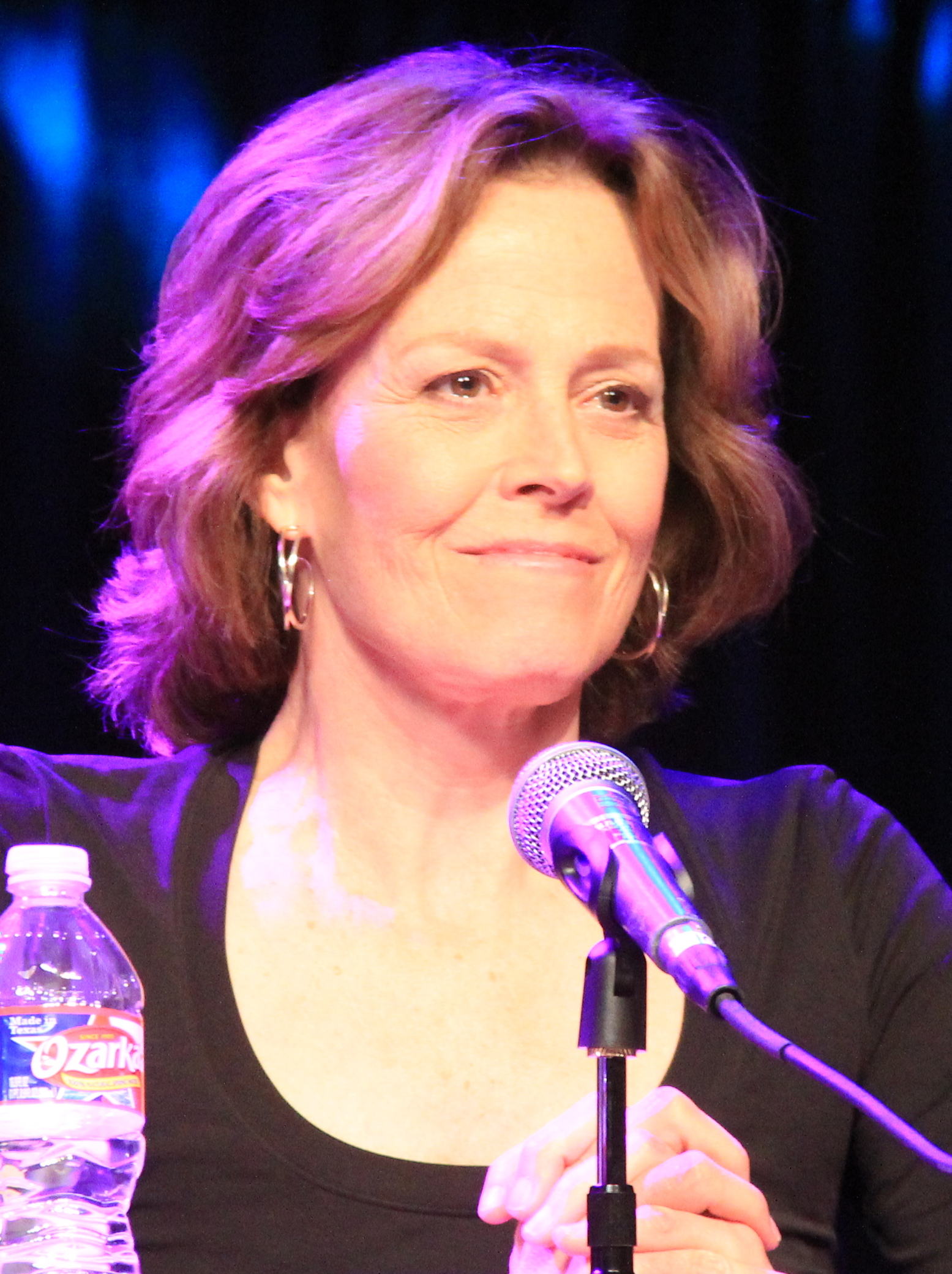
Sigourney Weaver nel 2016, alla conferenza per i trent'anni di Aliens - Scontro finale

Nel 2008 presta la sua voce per il film d'animazione WALL•E, prende parte al thriller Prospettive di un delitto, appare in un episodio della popolare serie televisiva Eli Stone e gira il film Prayers for Bobby per il canale americano Lifetime in cui interpreta il ruolo di Mary Griffith, donna la cui ferrea morale religiosa è causa del suicidio del proprio figlio gay. Il ruolo le fa ottenere una candidatura agli Emmy 2009 come Miglior attrice in un film per la televisione o mini-serie televisiva.
Sempre nel 2008 le viene conferito il premio speciale alla carriera al Marrakech International Film Festival; il premio le viene consegnato da Roman Polański, che la Weaver definisce uno dei migliori registi con cui abbia lavorato. Nel 2009 recita nella commedia Crazy on the Outside diretta da Tim Allen, con cui aveva lavorato in Galaxy Quest, e prende parte al film Avatar, nel ruolo della dottoressa Grace Augustine, per la regia di James Cameron, che l'aveva diretta in Aliens - Scontro finale. Nel giugno 2009 viene inserita nel cast della commedia Paul, diretta da Greg Mottola, con un cameo esilarante per i cultori della serie Alien, e nel film Ancora tu!, accanto a Kristen Bell, Jamie Lee Curtis e Victor Garber.

### Anni duemiladieci
Nel 2011 compare nella commedia Benvenuti a Cedar Rapids, presentata al Sundance Film Festival. Nel 2012 recita nell'apprezzato film horror Quella casa nel bosco. Altri suoi film da ricordare: la commedia Vamps (2012), diretta da Amy Heckerling e inedita in Italia, in cui la Weaver interpreta una regina vampira; il thriller Abduction (2011), in cui affianca Taylor Lautner; l'action spagnolo La fredda luce del giorno (2012), con Bruce Willis; il drammatico Rampart (2011), diretto da Oren Moverman, e il thriller Red Lights (2012), di cui è protagonista insieme a Robert De Niro e Cillian Murphy.

### Anni duemilaventi
Nel 2021 riprenderà il suo ruolo di Dana Barrett nel vero sequel dei primi due film di Ghostbusters, intitolato Ghostbusters: Legacy, diretto da Jason Reitman. Nel 2022 partecipa inoltre al sequel di Avatar, Avatar - La via dell'acqua, sempre sotto la regia di James Cameron.

## Vita privata
È sposata dal 1984 con il regista teatrale Jim Simpson, da cui ha avuto nel 1990 una figlia, Charlotte, anch'ella attrice.

## Filmografia

### Attrice

#### Cinema
- Io e Annie (Annie Hall), regia di Woody Allen (1977)
- Madman, regia di Dan Cohen (1978)
- Alien, regia di Ridley Scott (1979)
- Uno scomodo testimone (Eyewitness), regia di Peter Yates (1981)
- Un anno vissuto pericolosamente (The Year of Living Dangerously), regia di Peter Weir (1982)
- L'affare del secolo (Deal of the Century), regia di William Friedkin (1983)
- Ghostbusters - Acchiappafantasmi (Ghostbusters), regia di Ivan Reitman (1984)
- Alta, bella e pericolosa (Une femme ou deux), regia di Daniel Vigne (1985)
- Aliens - Scontro finale (Aliens), regia di James Cameron (1986)
- Mistery (Half Moon Street), regia di Bob Swaim (1986)
- Gorilla nella nebbia (Gorillas in the Mist: The Story of Dian Fossey), regia di Michael Apted (1988)
- Una donna in carriera (Working Girl), regia di Mike Nichols (1988)
- Ghostbusters II, regia di Ivan Reitman (1989)
- Alien³, regia di David Fincher (1992)
- 1492 - La conquista del paradiso (1492: Conquest of Paradise), regia di Ridley Scott (1992)
- Dave - Presidente per un giorno (Dave), regia di Ivan Reitman (1993)
- La morte e la fanciulla (Death and the Maiden), regia di Roman Polański (1994)
- Jeffrey, regia di Christopher Ashley (1995)
- Copycat - Omicidi in serie (Copycat), regia di Jon Amiel (1995)
- Biancaneve nella foresta nera (Snow White: A Tale of Terror) (1997)
- Tempesta di ghiaccio (The Ice Storm), regia di Ang Lee (1997)
- Alien - La clonazione (Alien: Resurrection), regia di Jean-Pierre Jeunet (1997)
- La mappa del mondo (A Map of the World), regia di Scott Elliott (1999)
- Galaxy Quest, regia di Dean Parisot (1999)
- Una spia per caso (Company Man), regia di Peter Askin e Douglas McGrath (2000)
- Heartbreakers - Vizio di famiglia (Heartbreakers), regia di David Mirkin (2001)
- Tadpole - Un giovane seduttore a New York (Tadpole), regia di Gary Winick (2002)
- The Guys, regia di Jim Simpson (2002)
- Holes - Buchi nel deserto (Holes), regia di Andrew Davis (2003)
- The Village, regia di M. Night Shyamalan (2004)
- Imaginary Heroes, regia di Dan Harris (2004)
- Snow Cake, regia di Marc Evans (2006)
- TV Set (The TV Set), regia di Jake Kasdan (2006)
- Infamous - Una pessima reputazione (Infamous), regia di Douglas McGrath (2006)
- The Girl in the Park, regia di David Auburn (2007)
- Be Kind Rewind - Gli acchiappafilm (Be Kind Rewind), regia di Michel Gondry (2007)
- Prospettive di un delitto (Vantage Point), regia di Pete Travis (2008)
- Baby Mama, regia di Michael McCullers (2008)
- Prayers for Bobby, regia di Russell Mulcahy (2009)
- Avatar, regia di James Cameron (2009)
- Ricomincio da zero (Crazy on the Outside), regia di Tim Allen (2010)
- Ancora tu! (You Again), regia di Andy Fickman (2010)
- Benvenuti a Cedar Rapids (Cedar Rapids), regia di Miguel Arteta (2011)
- Paul, regia di Greg Mottola (2011)
- Acid Test - The Global Challenge of Ocean Acidification, regia di Daniel Hinerfeld, Tristan Bayer e Erin Kiley - documentario (2011)
- Abduction - Riprenditi la tua vita, regia di John Singleton (2011)
- Rampart, regia di Oren Moverman (2011)
- Red Lights, regia di Rodrigo Cortés (2011)
- Quella casa nel bosco (The Cabin in the Woods), regia di Drew Goddard (2011)
- La fredda luce del giorno (The Cold Light of Day), regia di Mabrouk El Mechri (2012)
- Vamps, regia di Amy Heckerling (2012)
- Exodus - Dei e re (Exodus: Gods and Kings), regia di Ridley Scott (2014)
- Humandroid (Chappie), regia di Neill Blomkamp (2015)
- Ghostbusters, regia di Paul Feig (2016) - cameo
- Sette minuti dopo la mezzanotte (A Monster Calls), regia di Juan Antonio Bayona (2016)
- Nemesi (The Assignment), regia di Walter Hill (2016)
- The Meyerowitz Stories, regia di Noah Baumbach (2017)
- Un anno con Salinger (My Salinger Year), regia di Philippe Falardeau (2020)
- Ghostbusters: Legacy (Ghostbusters: Afterlife), regia di Jason Reitman (2021)
- The Good House, regia di Maya Forbes e Wally Wolodarsky (2022)
- Il maestro giardiniere (Master Gardener), regia di Paul Schrader (2022)
- Avatar - La via dell'acqua (Avatar: The Way of Water), regia di James Cameron (2022)
- Call Jane, regia di Phyllis Nagy (2022)
- Misteri dal profondo (The Gorge), regia di Scott Derrickson (2025)
- Avatar - Fuoco e cenere (Avatar: Fire and Ash), regia di James Cameron (2025)

#### Televisione
- Somerset – serie TV (1970)
- The Best of Families – miniserie TV (1977)
- 3 by Cheever – miniserie TV (1979)
- Saturday Night Live – serie TV, Episode #12.1 (1986)
- Eli Stone – serie TV, episodio 2x01 (2008)
- Prayers for Bobby, regia di Russell Mulcahy – film TV (2009)
- Political Animals – miniserie TV, 6 puntate (2012)
- Doc Martin – serie TV, episodi 7x07-8x08 (2015, 2017)
- The Defenders – miniserie TV, 6 puntate (2017)
- Chiami il mio agente! (Dix pour cent) – serie TV, episodio 4x05 (2020)
- Ascolta i fiori dimenticati (The Lost Flowers of Alice Hart) – miniserie TV, 7 puntate (2023)

### Doppiatrice
- Futurama, serie animata, un episodio (2002)
- Cenerentola e gli 007 nani, regia di Paul Bolger e Yvette Kaplan (2006)
- WALL•E, regia di Andrew Stanton (2008)
- Le avventure del topino Despereaux, regia di Sam Fell e Robert Stevenhagen (2008)
- Alla ricerca di Dory, regia di Andrew Stanton e Angus McLane (2016)
- Angry Birds 2 - Nemici amici per sempre, regia di Thurop Van Orman e John Rice (2019)
- I segreti delle balene (Secrets of the Whales), documentario, quattro episodi - regia di Brian Armstrong & Andy Mitchell (2021)

## Teatro
- La resistibile ascesa di Arturo Ui di Bertolt Brecht, regia di Peter Hunt. Williamstown Theatre Festival di Williamstown (1972)
- La tempesta di William Shakespeare, regia di Moni Yakin. Yale Repertory Theatre di New Haven (1973)
- Ascesa e caduta della città di Mahagonny, libretto di Bertolt Brecht, colonna sonora di Kurt Weill, regia di Alvin Epstein. University Theatre di New Haven (1974)
- The Frogs, libretto di Burt Shevelove, colonna sonora di Stephen Sondheim, regia di Burt Shevelove. Yale Pool di New Haven (1974)
- Sotto il segno dei Gemelli di Albert Innaurato, regia di Peter Mark Schifter. Playwrights Horizons dell'Off Broadway (1976)
- La pulce nell'orecchio di Georges Feydeau, regia di Norman Ayrton. Hartford Stage di Hartford (1978)
- Vecchi tempi di Harold Pinter, regia di Alvin Epstein. Williamstown Theatre Festival di Williamstown (1983)
- Un tram che si chiama Desiderio di Tennessee Williams, regia di Nikos Psacharopoulos. Williamstown Theatre Festival di Williamstown (1986)
- Il mercante di Venezia di William Shakespeare, regia di James Simpson. Classic Stage Company dell'Off Broadway (1986)
- Lettere d'amore di A. R. Gurney, regia di Jim Simpson. Frederick Loewe Theater di New York (2007)
- Vanya and Sonia and Masha and Spike di Christopher Durang, regia di Nicholas Martin. Lincoln Center (2012) e John Golden Theatre di Broadway (2013)
- La tempesta di William Shakespeare, regia di Jamie Lloyd. Theatre Royal Drury Lane di Londra (2024)

## Riconoscimenti
- Premio Oscar
  - 1987 – Candidatura alla miglior attrice per Aliens - Scontro finale
  - 1989 – Candidatura alla miglior attrice per Gorilla nella nebbia
  - 1989 – Candidatura alla miglior attrice non protagonista per Una donna in carriera

- Golden Globe
  - 1987 – Candidatura alla migliore attrice in un film drammatico per Aliens - Scontro finale
  - 1989 – Migliore attrice in un film drammatico per Gorilla nella nebbia
  - 1989 – Migliore attrice non protagonista per Una donna in carriera
  - 1998 – Candidatura alla migliore attrice non protagonista per Tempesta di ghiaccio
  - 2000 – Candidatura alla migliore attrice in un film drammatico per La mappa del mondo
  - 2010 – Candidatura alla miglior attrice in una mini-serie o film per la televisione per Prayers for Bobby
  - 2013 – Candidatura alla miglior attrice in una mini-serie o film per la televisione per Political Animals

- BAFTA
  - 1980 – Candidatura alla migliore attrice debuttante per Alien
  - 1990 – Candidatura alla migliore attrice non protagonista per Una donna in carriera
  - 1998 – Migliore attrice non protagonista per Tempesta di ghiaccio

- Mostra internazionale d'arte cinematografica di Venezia
  - 2024 – Leone d'oro alla carriera

- Golden Apple Awards
  - 1988 – Golden Apple
- Grammy Award
  - 2011 – Miglior album parlato per Earth

- Premio Emmy
  - 1998 – Candidatura alla miglior attrice in una miniserie o film per la televisione per Biancaneve nella foresta nera
  - 2009 – Candidatura alla miglior attrice in una miniserie o film per la televisione per Prayers for Bobby
  - 2013 – Candidatura alla miglior attrice in una miniserie o film per la televisione per Political Animals

- Tony Award
  - 1985 – Candidatura alla migliore attrice protagonista in un'opera teatrale per Bugie, baci, bambole & bastardi

### Altri premi
- Le è stato dedicato un asteroide, 550525 Sigourneyweaver[5].

## Doppiatrici italiane
Nelle versioni in italiano delle opere in cui ha recitato, Sigourney Weaver è stata doppiata da:
- Ada Maria Serra Zanetti in Alien, Aliens - Scontro finale, Una donna in carriera, Alien³, 1492 - La conquista del paradiso, Alien - La clonazione, Heartbreakers - Vizio di famiglia, Tadpole - Un giovane seduttore a New York, Holes - Buchi nel deserto, The Village, Be Kind Rewind - Gli acchiappafilm, Eli Stone, Avatar, Ricomincio da zero, Ancora tu!, Abduction - Riprenditi la tua vita, Rampart, Quella casa nel bosco, La fredda luce del giorno, Doc Martin, Sette minuti dopo la mezzanotte, The Defenders, Avatar - La via dell'acqua (Grace), Ascolta i fiori dimenticati, Misteri dal profondo
- Melina Martello in Ghostbusters II - Acchiappafantasmi II, Baby Mama, Ghostbusters, Ghostbusters: Legacy, The Good House, Il maestro giardiniere
- Paila Pavese in Gorilla nella nebbia, Dave - Presidente per un giorno, Copycat - Omicidi in serie, La mappa del mondo
- Barbara Castracane in La morte e la fanciulla, Red Lights, Nemesi, The Meyerowtiz Stories
- Anna Rita Pasanisi in Galaxy Quest, The Guys, Paul, Humandroid
- Roberta Greganti in Jeffrey, Un anno con Salinger, Call Jane
- Maria Pia Di Meo in Un anno vissuto pericolosamente, Mistery
- Micaela Esdra in Biancaneve nella foresta nera, Infamous - Una pessima reputazione
- Emanuela Rossi in Imaginary Heroes, Exodus - Dei e re
- Maria Teresa Martino in Uno scomodo testimone
- Livia Giampalmo in Ghostbusters - Acchiappafantasmi
- Angiola Baggi in Alta, bella e pericolosa
- Simona Izzo in Tempesta di ghiaccio
- Franca D'Amato in Una spia per caso
- Emanuela Baroni in TV Set
- Cristiana Lionello in Prospettive di un delitto
- Daniela Nobili in Benvenuti a Cedar Rapids
- Veronica Puccio in Avatar - La via dell'acqua (Kiri)

Da doppiatrice è sostituita da:
- Ada Maria Serra Zanetti in Cenerentola e gli 007 nani, Dark Crystal - La resistenza, I segreti delle balene
- Cristina Boraschi in Futurama
- Alessandra Cassioli in WALL•E
- Barbara Castracane in Le avventure del topino Despereaux
- Licia Colò in Alla ricerca di Dory
- Laura Romano in Angry Birds 2 - Nemici amici per sempre

## Omaggi
In Italia la Weaver/Ripley ha ispirato l'intraprendente Legs Weaver protagonista di una serie di fumetti, prodotta tra il 1994 e il 2005 della Sergio Bonelli Editore.